# Siv Björklund
Siv Björklund, född 1962, är en finländsk språkvetare.
Björklund disputerade 1996 på avhandlingen Lexikala drag och kontextualisering i språkbadselevers andraspråk. Hon är professor i språkbad och flerspråkighet vid Fakulteten för pedagogik och välfärdsstudier vid Åbo Akademi sedan 2017, då hon anställdes för att utveckla en språkbadslärarutbildning där. Före det var hon professor i svenskt språkbad vid Centret för språkbad och flerspråkighet vid Vasa universitet.
På 1980-talet var Björklund med i det forskarteam som utvärderade resultaten av de första språkbadsklasserna i Finland. I sin forskning har hon bland annat intresserat sig för sociolingvistiska, psykolingvistiska och pedagogiska perspektiv på språkinlärning.
År 2016 tilldelades hon Svenska Finlands folktings förtjänstmedalj.